# José Gustavo Angel Ramírez
José Gustavo Angel Ramírez MXY (* 10. März 1934 in La Ceja; † 23. Februar 2013) war ein kolumbianischer Geistlicher. Er war Apostolischer Vikar von Mitú.

## Leben
José Gustavo Angel Ramírez trat der Ordensgemeinschaft der Misioneros Javerianos de Yarumal bei und studierte am Institut für auswärtige Missionen (Instituto de Misiones Extranjeras) in Yarumal in Kolumbien und Philosophie (1951–53) und Theologie (1955–1958). An der Päpstlichen Universität Heiliger Thomas von Aquin in Rom absolvierte er ein philosophisches Doktoratsstudium (1959–1961). Am 7. September 1958 empfing er die Priesterweihe.
José Gustavo Angel Ramírez war Pfarrer in Pizarro im Departamento del Chocó (1968), Puente Aranda in Bogotá (1972, 1985–1986), an der Catedral de San Buenaventura des Bistums Buenaventura (1979–1980), Quetame (1987) und Tame (1988–1989). Während seines priesterlichen Dienstes war er Professor für Philosophie am Missionsseminar in Yarumal (1959–1962 und 1966), Rektor des Kleinen Seminars in Yarumal (1964–1966), Generalvikar des Bistums Istmina (1967); Rektor des Colegio Junín auf der Insel Providencia (1968), Spiritual des Seminario Intermisional Bogotá (1969), Theologischer Direktor des IMEY in Bogotá (1970–1971) und Rektor des Priesterseminars des IMEY(1981–1984).
Papst Johannes Paul II. ernannte ihn am 19. Juni 1989 zum Apostolischen Vikar von Mitú-Puerto Inírida und Titularbischof von Vescera. Der Apostolische Nuntius in Kolumbien, Erzbischof Angelo Acerbi, spendete ihm am 22. Juli 1989 in La Ceja die Bischofsweihe; Mitkonsekratoren waren Jesús Emilio Jaramillo Monsalve MXY, Bischof von Arauca, und Belarmino Correa Yepes MXY, Apostolischer Vikar von San José del Guaviare. 
Am 17. September 2009 nahm Papst Benedikt XVI. seinen altersbedingten Rücktritt an.